# Cerotainia brasiliensis
Cerotainia brasiliensis är en tvåvingeart som beskrevs av Ignaz Rudolph Schiner 1867. Cerotainia brasiliensis ingår i släktet Cerotainia och familjen rovflugor. Inga underarter finns listade i Catalogue of Life.